# Hamn, Sundsvalls kommun
Hamn är en bebyggelse vid Östersjön öster om Kvissleby i Sundsvalls kommun. 2020 avgränsade SCB här en småort. Vid avgränsningen 2023 klassades området som en del av tätorten Kvissleby